# Narobe
Narobe je pridevniška beseda, ki označuje, kar je moralno, etično ali po zakonu nesprejemljivo. Ljudje se navadno skušamo temu izogniti, razen če želimo kršiti moralne, etične ali zakonske vrednote, kar pa je spet narobe. na splošno je »narobe« nasprotno od »prav«, ki označuje prave vrednote prej omenjenih konceptov. »Narobe« označuje stanje nekorektnosti, netočnosti, napake, bolj natančno »narobe« označuje stanje ko posameznik naredi napako ali kaj napačno presodi.